# Bob Diamond

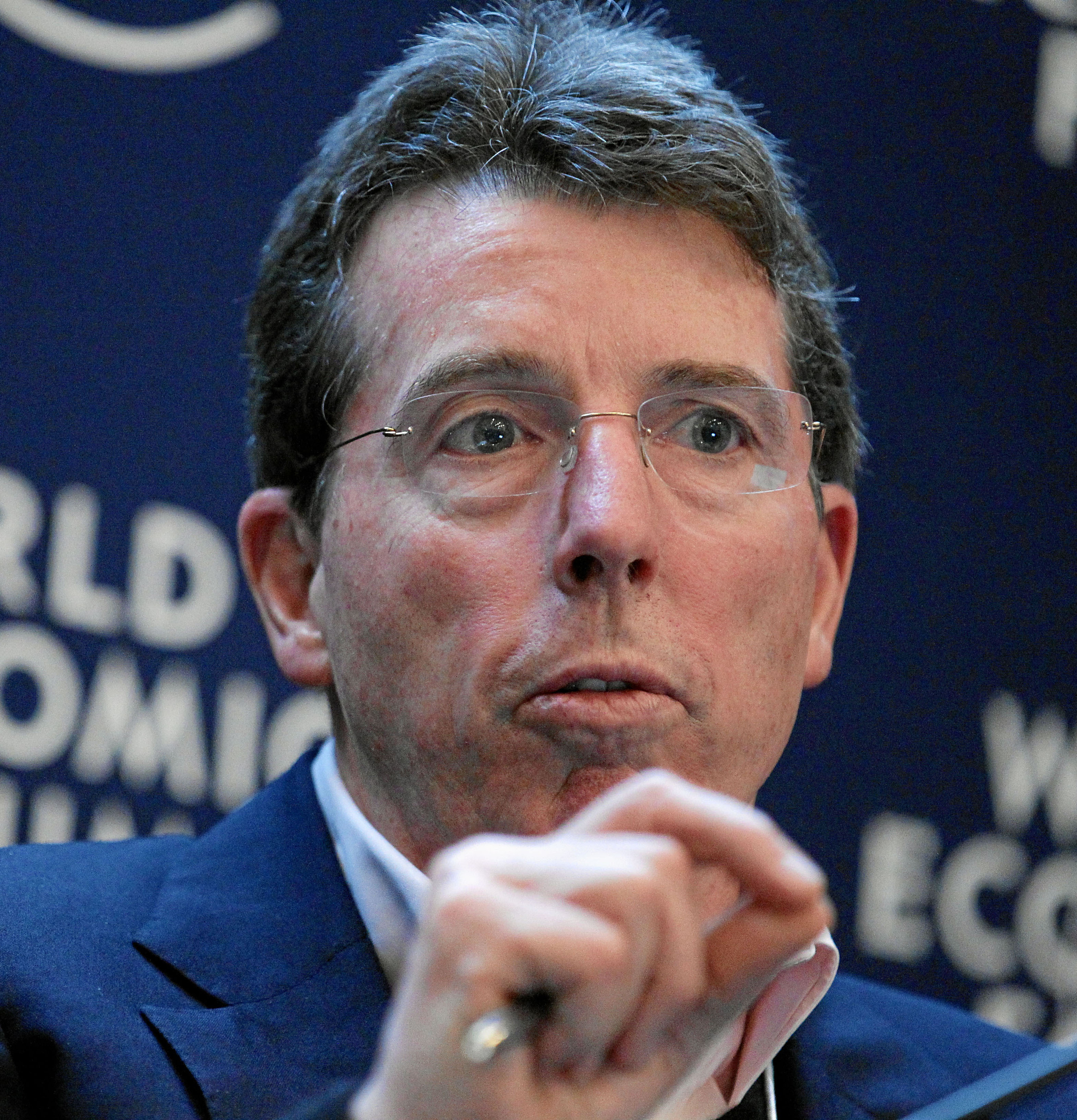
Diamond während des WEFs 2012

Bob Diamond (* 27. Juli 1951 in Concord, Massachusetts) ist ein US-amerikanischer Manager.
Diamond studierte Wirtschaftswissenschaften. Von 1977 bis 1992 war er für den Bankkonzern Morgan Stanley tätig, danach wechselte er zur CS First Boston, wo er bis 1996 arbeitete. Von 1996 bis Juli 2012 war Diamond für Barclays als CEO tätig. Er ist seit 1983 verheiratet und hat drei Kinder.